# Джон Роудз (яхтсмен)
Джон Роудз (англ. John Rhodes, 13 лютого 1870 — 6 лютого 1947) — британський яхтсмен.
Олімпійський чемпіон 1908 року в класі 8 метрів.